# Méthylphénidate
Le méthylphénidate, ou MPH, est une amine sympathicomimétique et un puissant psychostimulant de la famille des Benzylpipéridines.
Il agit comme un stimulant du système nerveux central. À ce titre, il est considéré comme un stupéfiant dans de nombreux pays, où sa prescription est soumise à une réglementation stricte. Malgré sa ressemblance pharmacologique avec les amphétamines, le méthylphénidate agit en inhibant la recapture de la dopamine, sans vider les vésicules synaptiques. De ce fait, il présente un risque de dépendance bien moins important que celles-ci.
Le méthylphénidate est utilisé depuis les années 1960 (et depuis 1996 en France) dans le traitement symptomatique du trouble du déficit de l'attention avec ou sans hyperactivité (TDAH), et secondairement pour traiter la narcolepsie et l'hypersomnie lorsque le Modafinil s’est montré insuffisant ou inefficace. Il est aussi utilisé pour traiter certains cas de syndrome Covid chronique caractérisés par la présence d'un brouillard cérébral ressemblant à un TDAH.
En France, la dose maximale recommandée par l'ANSM est 80 mg/j chez l'adulte et de 60 mg/j chez l'enfant. La dose initiale est de 10 mg/j en dessous d'un poids corporel de 70 kg et de 20 mg/j au-dessus de 70 kg chez l'adulte uniquement.
Le méthylphénidate est le seul psychostimulant indiqué dans le traitement du TDAH de l'enfant et de l'adulte en France. Cependant, des médicaments à base d'amphétamine tels que les sels mixtes d'amphétamine (« Adderall », « Adderall XR ») et/ou la lisdexamfétamine (« Elvanse », « Vyvanse ») sont également prescrits dans d'autres pays, notamment en Belgique, au Canada et en Suisse. En France, la lisdexamfétamine est toutefois accessible dans le cadre d'une autorisation d'accès compassionnel, tout comme l'atomoxétine (« Strattera »).
Le méthylphénidate est principalement commercialisé dans des formes à libération immédiate ou à libération prolongée sous le nom de « Ritaline » (« Ritalin » au Canada et « Rilatine » en Belgique), « Equasym XR », « Quasym LP », « Concerta », « Concerta LP », « Medikinet », ou encore « Focalin » (dexméthylphénidate) sous sa forme dextrogyre. De nombreuses spécialités génériques sont disponibles à travers le monde.
Un bilan électrocardiographique est généralement demandé avant et pendant l’introduction du méthylphénidate. Une échographie cardiaque est une plus-value afin d’assurer l’absence de contre-indications cardiaques. Une analyse biologique est également de rigueur.

## Historique

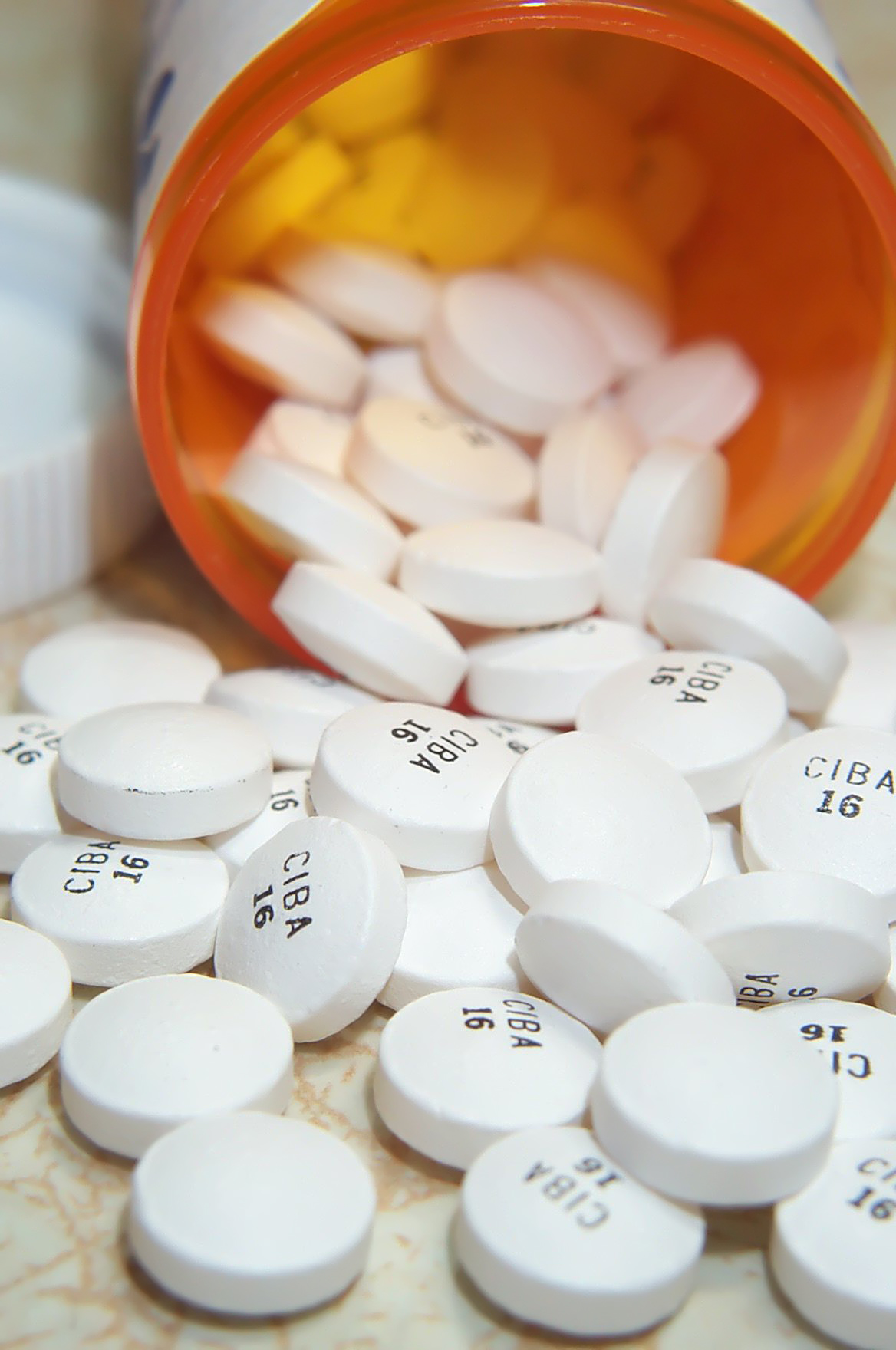
Comprimés de Ritaline dosés à 20 mg.

Le chimiste Leandro Panizzon synthétisa la molécule en 1944 à Bâle, et son nom commercial provient du prénom de son épouse Marguerite (qu'il surnommait « Rita »). Ils l'utilisèrent sur eux-mêmes comme stimulant, ce dernier se révélant beaucoup plus efficace sur son épouse qui, selon une anecdote, en prenait volontiers avant leurs parties de tennis. Il a été breveté en 1954 par la Compagnie pharmaceutique Ciba (un précurseur de Novartis) et fut d'abord prescrit comme traitement dans la dépression et la narcolepsie chronique sous le nom de « Ritalin » — sauf en Belgique où les lettres initiales « Rit » appartenant à la Société « RIT = Recherche et industrie thérapeutique » (actuellement GlaxoSmithKline), il fut appelé « Rilatine ». C'est depuis le début des années 1960 qu'il est utilisé pour traiter les enfants, puis bien plus tard des adultes, atteints de trouble du déficit de l'attention avec ou sans hyperactivité (TDAH). En 2005, le méthylphénidate était le médicament le plus généralement prescrit pour ces troubles. La production et la prescription du méthylphénidate ont augmenté de manière significative des années 1960 aux années 1990, particulièrement aux États-Unis, ce qui a été accompagné d'une augmentation du nombre d'études cliniques sur ce produit.

## Pharmacologie
Le MPH est un stimulant du système nerveux central.
Il inhibe la recapture des catécholamines, et particulièrement de la dopamine et stimule leur libération depuis le neurone amont. Il se lie également avec une affinité modérée sur les transporteurs de la dopamine.
Ce mode d'action diffère de celui de l'amphétamine qui, elle, libère de la dopamine nouvellement synthétisée dans la fente synaptique, conduisant ainsi à l'épuisement des réserves physiologiques, et donc responsable d'une neurotoxicité accrue. Cela peut expliquer la faible neurotoxicité du méthylphénidate en comparaison avec d'autres stimulants.
Le mécanisme exact de son efficacité dans le TDAH est encore peu élucidé, mais il semble que son efficacité renforce l'hypothèse monoaminergique.
D'un point de vue pharmacologique, il est considéré comme étant relativement proche des amphétamines,,,,,. Mais il n'est pas structurellement une amphétamine.
Bien que souvent associé aux amphétamines, ses mécanismes d'action sont différents à certains égards. Par exemple, avec le méthylphénidate, en mesurant l'occupation des transporteurs de la dopamine, il est facile de comprendre les effets sur la dopamine (bien que cela reste complexe, cela donne une idée). Mais l'amphétamine est différente, car elle a de nombreux effets à l'intérieur d'un neurone dopaminergique. Par exemple, il est difficile de mesurer l'occupation du DAT, car l'amphétamine provoque, lorsqu'elle est impliquée, une inhibition du DAT en se liant au récepteur TAAR1, ce qui modifie le transporteur DAT de "l'intérieur vers l'extérieur" d'un neurone dopaminergique. Ainsi, les mesures avec l'amphétamine impliquent d'autres récepteurs (par exemple, les récepteurs dopaminergiques postsynaptiques), et les effets de l'amphétamine sont plus apaisants en raison d'une augmentation moindre de la dopamine, mais ils durent également plus longtemps en raison de sa demi-vie plus longue.
Le methylphénidate partage toutefois certaines particularités pharmacologiques avec les molécules de la famille de l'amphétamine, il est, tout comme l'amphétamine, agoniste du récepteur serotoninergique 5HT2B : ce récepteur stimulé active des facteurs de croissance au niveau des valves cardiaques et est responsable d'atteinte au niveau de ces dernières (notamment insuffisance cardiaque). Le récepteur 5HT2B est le récepteur impliqué dans les effets secondaires du Benfluorex (connu sous le nom de Médiator) et impliqué dans les conséquences judiciaires de ce dernier.
Ces effets pharmacologiques secondaires au mode d'action du methylphénidate doivent constamment être mesurés dans la balance bénéfice/risque associée à la prescription de cette molécule. ].

## Chimie
Le méthylphénidate est une phényléthylamine substituée, et une Benzylpipéridine, dérivée de l'acide ritalinique (en), dont elle est l'ester méthylique.

## Indications
On utilise le MPH dans le traitement :
- du trouble du déficit de l'attention avec ou sans hyperactivité (TDAH), chez les enfants et les adultes ;
- de la narcolepsie ;
- de l'hypersomnie.

### Antidépresseur
Le méthylphénidate est aussi utilisé pour ses vertus antidépressives dans le traitement de la dépression (avec ou sans présence d'un TDAH, trouble déficit de l'attention avec ou sans hyperactivité), en adjuvant d'inhibiteurs sélectifs de la recapture de la sérotonine (ISRS).
Il a montré son efficacité rapide avec des doses de 10 à 40 mg/j.
En outre, les effets bénéfiques de l'association méthylphénidate-ISRS semblent solides et durables.
Dans l'étude menée par l'Unité de psychopharmacologie, Division de psychiatrie, Brigham and Women's Hospital (Boston), aucun patient n'a montré d'abus ou de mésusage du méthylphénidate.
Le méthylphénidate est également employé en cas de dépression chez certaines personnes âgées, son action étant plus rapide que les autres antidépresseurs et son usage s'étant avéré un traitement sûr et efficace,.

### Troubles bipolaires
Le méthylphénidate s'est aussi révélé efficace chez les sujets bipolaires déprimés.
Le risque de virage maniaque est faible vis à vis des antidépresseurs ISRS.

### Alzheimer
Le méthylphénidate améliorerait l'apathie et la déficience cognitive chez les patients atteints de la maladie d'Alzheimer.

### Usages expérimentaux
Les résultats extrapolés à partir d’expériences sur des rats montreraient que l'on pourrait réduire la phase de réveil après une anesthésie générale de quelques heures à quelques minutes. Cette même molécule ou ses dérivés pourraient être également utilisés pour réveiller certains patients dans le coma.

## Contre-indications
- La notice mentionne des cas de mort subite chez des enfants ayant préalablement présenté des anomalies cardiaques. Pour eux et les adolescents présentant les mêmes risques, la prescription n'est pas recommandée. Un bilan cardiaque comprenant un électrocardiogramme et une échographie cardiaque sont généralement prescrits avant l'instauration d'un traitement au méthylphénidate. Un bilan sanguin est également recommandé afin de contrôler que les valeurs biologiques soient dans les normes.
- La notice mentionne des cas d'augmentation brutale de la tension artérielle avec certains anesthésiques, sans les citer.
- Le bupropion (Zyban), utilisé notamment dans la prise en charge du sevrage tabagique est formellement contre-indiqué en association avec le méthylphénidate du fait de son action stimulante (risque d'hypertension artérielle), ainsi que du risque de compétitivité sur les récepteurs dopaminergique probables (le bupropion étant une cathinone substituée, relativement proche structurellement du méthylphénidate).
- En cas d'hypertension artérielle grave ou de troubles hépatiques.
- Il est contre-indiqué notamment dans le cas d'une utilisation d'un antidépresseur tricyclique (mais pas dans le cas d'utilisation d'un autre type d'antidépresseur), ou certains autres médicaments de la classe des inhibiteurs de la mono-amine-oxydase (IMAO)[30].
- Chez la femme enceinte, il existe une augmentation faible du risque de malformation cardiaque chez l'embryon[31].

## Efficacité
(avril 2024).
L'efficacité du méthylphénidate dans le traitement du TDAH est prouvée.
En 2002, Conners a mené une revue de quarante années d'essais dont les résultats affirment que, malgré des variations, la méthylphénidate a un effet cliniquement significatif sur les symptômes principaux du TDAH.
En faveur de la Ritalin, l'étude clef est celle du MTA de 1999. Elle mena 19 mesures en aveugles. Trois d'entre elles ont trouvé des différences en faveur de la Ritalin. Seulement, les enfants concernés et leurs pairs ne trouvèrent pas que le traitement les avait aidés.
De plus, avec un suivi à 36 mois, les enfants qui avaient reçu un traitement médicamenteux, avaient, par rapport à ceux n'en ayant pas eu, un déficit de croissance moyen de 2,0 cm et de 2,7 kg, sans aucun signe de rebond de croissance à 3 ans. (Swanson et al., 2007).
Aux États-Unis, le National Institute of Mental Health (NIMH) a réalisé une étude à long terme sur l'efficacité de ce produit.
Après 14 mois, le méthylphénidate est plus efficace que la thérapie comportementale pour réduire les symptômes du TDAH, bien que la thérapie comportementale soit elle-même assez efficace (étude réalisée sans placebo).
Après 2 ans, les symptômes des enfants ayant pris du méthylphénidate se dégradent, de telle sorte qu'il n'y a plus de différence significative avec la thérapie comportementale. Après 3 ans, la différence avec la thérapie comportementale s'amenuise encore plus.
Après 8 ans, il n'y a pratiquement aucune différence.
Le méthylphénidate et l'atomoxétine montrent une efficacité similaire dans le traitement du TDAH,.

## Mésusage

Dans une enquête de 2011 auprès de 292 experts cliniques en Écosse, le méthylphénidate a été classé dernier pour le préjudice personnel et 17e pour le préjudice causé à la société, sur 19 drogues récréatives courantes (voir aussi à ce sujet : Classification des psychotropes).

En dehors de ses indications thérapeutiques, le MPH est notamment connu par les étudiants, des sportifs cherchant à améliorer leurs performances, ou des personnes en recherche de sensations plus rapides et prononcées lorsqu'il est absorbé par voie nasale, par voie sublinguale ou intraveineuse, avec les risques liés au non-respect des règles d'asepsie. Les veines peuvent ainsi présenter des thromboses.
Une utilisation chronique abusive, au-delà des doses thérapeutiques, notamment chez des personnes ne souffrant pas de TDAH peut entraîner une accoutumance marquée et une dépendance associées à des troubles comportementaux d'intensité variable. Des épisodes psychotiques caractérisés peuvent survenir, en particulier lors d'une utilisation abusive par voie parentérale.
Selon une étude menée en 2008 aux États-Unis, 34 % des étudiants américains ont déjà eu recours au méthylphénidate pour leurs révisions.

## Effets secondaires
Voici les effets indésirables qui peuvent se manifester à la suite de l'utilisation de Ritaline :
Très fréquents (plus de 1 patient sur 10)
- insomnie, nervosité
- nausées, sécheresse de la bouche
- maux de tête

Fréquents
- rhinopharyngite

- diminution de l'appétit (anorexie)
- troubles psychiatriques : comportement anormal, agressivité, excitation, anxiété, paranoïa, dépression, irritabilité, agitation, troubles du sommeil.
- système nerveux : céphalées, somnolence, vertiges, dyskinésie, tremblements
- troubles cardiaques : tachycardie, palpitations, arythmies, variations de la pression artérielle et de la fréquence cardiaque (habituellement dans le sens d'une augmentation).
- toux
- troubles gastro-intestinaux : douleurs abdominales, nausées, douleurs gastriques et vomissements. Ceux-ci apparaissent généralement en début de traitement et peuvent être soulagés par la prise concomitante de nourriture. Sécheresse buccale, diminution de l'appétit, normalement passagère. Dyspepsie, maux de dents.
- troubles cutanés : rash, éruption cutanée, prurit, urticaire, fièvre, alopécie (tête)
- troubles musculo-squelettiques : arthralgies
- fièvre, sentiment d'agitation

Rare
- troubles oculaires : difficultés de l'accommodation et vision floue.
- angine de poitrine
- en cas de traitement prolongé chez l'enfant, une réduction modérée de la prise de poids ainsi qu'un léger retard de croissance peuvent survenir
- manie

Très rare
- circulation sanguine et lymphatique : leucopénie, thrombopénie, anémie.
- système immunitaire : réactions d'hypersensibilité, y compris œdème de Quincke et anaphylaxie.
- troubles psychiatriques : hyperactivité, hallucinations visuelles et tactiles, états dépressifs transitoires (tristesse, anxiété, pleurnichements), troubles psychotiques, tics ou aggravation de tics existants.
- système nerveux : convulsions, tics, maladie de Gilles de la Tourette, état dépressif passager, artérite cérébrale et/ou occlusion, troubles cérébrovasculaires, hémorragies cérébrales et accidents vasculaires cérébraux, bégaiement

- arrêt cardiaque
- vaisseaux : troubles cérébrovasculaires, vascularites.

- diarrhée, constipation

- troubles de la fonction hépatique, pouvant aller de l'augmentation des transaminases jusqu'au coma hépatique.
- troubles cutanés : purpura thrombopénique, dermatite exfoliatrice, érythème polymorphe, œdème angioneurotique, inflammations de la muqueuse buccale (chez les adultes présentant une narcolepsie).

- crampes musculaires.

## Controverse
La controverse sur le méthylphénidate porte sur les indications, l'utilisation de psychotropes pour des enfants, la croissance des prescriptions, sur ses effets à long ou très long terme et le fait qu'il peut devenir un recours facile dans une vision réifiante : « à tel trouble avéré correspondrait automatiquement telle médication ». Les opposants se retrouvent dans plusieurs milieux politiques, parmi des pédopsychiatres comme entre autres Maurice Corcos qui écrit : « ce que nous proposent caricaturalement les prescripteurs par trop pressés de Ritaline dès qu’un enfant bouge ».
Pour certains psychiatres, il y avait dès 2004 (date d'apparition des formes à libération prolongée) une explosion inquiétante de la demande de ce médicament qui pourrait avoir été prescrit non plus seulement dans un véritable but thérapeutique, mais sur la demande des enseignants ou sur l'insistance des parents. L'usage reste thérapeutique dans la majorité des cas. Aucune étude chiffrée n'est jamais venue corroborer une augmentation de prescriptions non justifiées, celles-ci pouvant s'expliquer simplement par de meilleurs diagnostics. Plus récemment, une enquête publiée en 2013 indiquait une augmentation de 70 % des prescriptions entre 2008 et 2012 en France. Cette explosion de la consommation de ces produits devrait selon les auteurs être justifiée par une augmentation croissante des cas de déficit de l'attention avec ou sans hyperactivité, or selon les auteurs il semble que cette pathologie ne soit pas significativement plus répandue. Ils omettent sans doute de préciser que les études de prévalence indiquent que le TDAH est encore largement sous-diagnostiqué en France : en 2007, moins de 0,2 % des enfants d'âges scolaires suivaient un traitement au méthylphénidate pour une prévalence du trouble estimée à 4,5 % et que cette augmentation des prescriptions n'aboutit finalement qu'à un peu plus de 0,3 %. En 1995, 10 % des garçons américains prenaient de la Ritaline, quand la prévalence du TDAH dans les différents pays où une enquête a été réalisée indique que 3 à 7 % des enfants d'âges scolaires seraient concernés. L'écart peut s'expliquer par une proportion supérieure de garçons généralement diagnostiqués par rapport aux filles.
Des effets secondaires délétères sont parfois mis en avant, auxquels le nombre assez considérable d'études sur ce médicament apporte régulièrement des réponses :
- des études tendaient à démontrer qu'il ralentissait la croissance de l'enfant. Mais les méta-analyses les plus récentes démontrent que ce retard serait rattrapé par la suite et qu'aucun écart de taille n'aurait été constaté chez les adultes ayant été traités durant leur enfance et/ou leur adolescence[57]. De plus, il est toujours conseillé par précaution ;
- une étude publiée en 2005 sur seulement douze enfants ayant reçu des doses thérapeutiques standard de méthylphénidate sur trois mois aurait mis en évidence un potentiel caractère cancérogène[58]. Toutefois, toutes les études postérieures sur le sujet, réalisées en double aveugle sur des cohortes bien plus importantes et des durées équivalentes ou supérieures, n'ont pas confirmé ces inquiétudes et ne laissent pas penser à un danger particulier dans ce domaine[59],[60],[61],[62].

## Limites
Le médicament représente certes un aspect de la prise en charge du TDAH mais n’en constitue pas la totalité : spécialistes et associations de patients s'accordent à promouvoir des prises en charge multimodales faisant appel à de nombreuses compétences, notamment l'approche psychothérapeutique et éducative.

## Sport
Le méthylphénidate est interdit dans la plupart des sports et classifié en tant que produit dopant. En effet, dans les sports comme le biathlon, la boxe ou d'autres sports qui nécessitent beaucoup de concentration, il améliore les performances en compétitions puisqu'il stimule le système nerveux central et permet la libération de dopamine. De ce fait, l'usager qui en prend est plus concentré, plus stimulé et donc avantagé par rapport aux autres. Il peut être autorisé dans les sports réservés aux paralysés ou aux malades.
Il est comme la méthamphétamine interdit en compétitions.
Il est référencé sur le site internet de l'agence mondiale antidopage (WADA) à la section : interdit en compétition/stimulant/stimulant spécifiés.

## Dans les séries télévisées
- Un épisode de South Park (saison 4, épisode 3) et de Lie to Me (épisode 3 de la saison 1) abordent ce sujet.
- Un autre épisode de South Park aborde ce sujet en tant que thème principal (saison 8, épisode 11).
- Bart Simpson en consomme lors d'un des épisodes de la série Les Simpson (sous le nom de Focusine).
- Dans la série Weeds, Andy en utilise afin de créer une nouvelle drogue sous forme de boisson (épisode 10 de la saison 6).
- Dans le 9e épisode de la première saison de The Big Bang Theory, intitulé The Cooper-Hofstadter Polarization, un des protagonistes, Sheldon Cooper, se compare à un « flamant rose sous Ritaline » lorsque ses bras tremblent, ce qui est effectivement l'un des effets secondaires potentiels de ce médicament.
- Dans l'épisode Doc Martin diffusé le 21 janvier 2012 sur TF1, le MPH est au cœur de l'intrigue.
- Dans l'épisode 11 de la saison 2 de Dr House, le sujet malade de l'intrigue en consomme.
- Dans la série Desperate Housewives, Lynette en consomme pendant plusieurs épisodes et en développe une dépendance. Peu après ces épisodes, l'actrice Eva Longoria, qui joue le rôle de Gabrielle dans la série, a admis dans une entrevue prendre ce médicament quotidiennement pour son hyperactivité (TDAH)[66].
- Dans la série Urgences (saison 5, épisode 21), Lucy Knight (Kellie Martin) reconnaît en consommer depuis le CM2, avoir arrêté au lycée, mais avoir repris.
- Dans la série Silicon Valley, un jeune surnommé le « dépeceur » en consomme.
- Dans le film Who Am I, le jeune Benjamin le consomme en tant que drogue des hackers.
- Dans la série Big Mouth, Jay se voit diagnostiqué d'un TDAH et commence à vendre ses pilules aux autres élèves de son école.
- Dans L'Exorciste, film de 1973 réalisé par William Friedkin, la ritaline est le médicament principal du traitement initial de Regan (Linda Blair).

## Législation, prescription et délivrance
En tant que dérivé de la pipéridine, le méthylphénidate est répertorié par la Convention sur les substances psychotropes de 1971, ce qui en fait un produit contrôlé dans la plupart des pays. Ainsi, au Canada, au Luxembourg, en France, en Suisse et en Belgique, il fait partie des substances réglementées classées stupéfiants.

### En Suisse
Au regard de la loi fédérale sur les stupéfiants, le psychiatre (ou le neurologue) doit utiliser une ordonnance spéciale (estampillée « SwissMedic »), assortie d'un identifiant numérique, en triple exemplaire (respectivement bleu pour ce médecin, blanc pour la pharmacie, et rouge pour l'assurance-maladie du patient) ; doivent y figurer : informations sur le patient (nom complet, date de naissance et adresse), informations sur le médicament (nombre de boîtes, nom déposé, forme galénique, dosage, conditionnement) — les posologies additionnelles, s'il n'y a qu'un seul médicament, doivent être tracées — enfin, le timbre et la signature datée du médecin qui l'a remplie ainsi que le timbre de la pharmacie.
Cette ordonnance ne peut pas être renouvelable d'office.
Le médicament peut toutefois être prescrit sur une période indéterminée (aucune limite légale imposée) — mais chaque renouvellement doit faire l'objet d'une telle ordonnance unique spéciale.
En outre, un suivi doit être effectué : le psychiatre (ou le neurologue) doit faire contrôler à intervalles réguliers (typiquement : tous les six mois, mais y compris avant administration du médicament) : la tension artérielle et la fréquence cardiaque du patient par son généraliste. Lorsque le médicament est pris régulièrement (ce qui est généralement le cas d'un médicament agissant sur le système nerveux), est aussi requise une analyse du sang pour s'assurer de ses qualités intrinsèques (concentration en globules rouges, blancs, ainsi que plaquettes). Pour les patients juvéniles, la taille est aussi à contrôler à cause du possible retard de croissance induit.
Concernant la prescription, elle ne devrait pas dépasser soixante milligrammes (répartis dans la journée).

### En France
Après avoir eu le statut « liste 1 », il est passé en statut « assimilé stupéfiant » puis « stupéfiant » avec certaines restrictions sur le prescripteur et la durée de délivrance. La prescription initiale est réservée aux spécialistes exerçant dans un établissement de santé public ou privé, pour une durée maximale d'un an. Ces spécialistes peuvent être des pédopsychiatres, neurologues, neuropédiatres, psychiatres, pédiatres ou médecins des centres du sommeil. Le médecin généraliste peut renouveler les ordonnances des patients durant un an maximum. Après cette date, le patient devra être revu par le ou un spécialiste habilité à réévaluer le traitement, son dosage, et son efficacité.
Limitée à quatre semaines (28 jours), la prescription est renouvelée mensuellement, sur ordonnance sécurisée et filigranée. Les prises doivent être écrites en toutes lettres, ainsi que la posologie. Cette prescription est effectuée par le médecin généraliste ou tout autre médecin spécialisé habilité à prescrire la molécule.
Ce médicament a obtenu une autorisation de mise sur le marché pour l'adulte en juillet 2021,.

### Au Canada
Tout médecin peut prescrire le méthylphénidate. L'original de la prescription doit être remis au pharmacien et la délivrance du traitement ne peut ensuite être obtenue que de lui. L'ordonnance est à durée limitée pour un nombre précis de comprimés, lesquels ne sont délivrés que par quantités limitées, à l'appréciation du pharmacien, jusqu'à échéance de l'ordonnance.